# Нью-Плімут (Айдахо)
Нью-Плімут (англ. New Plymouth) — місто (англ. city) в окрузі Пайєтт штату Айдахо США. Населення — 1494 особи (2020).

## Історія
На відміну від багатьох інших міст, Нью-Плімут було сплановане задовго до зведення свого першого будинку, у віддаленому на багато сотень кілометрів Чикаго. Засновником міста є Вільям Сміт (William E. Smyth), голова виконавчого комітету Національного іригаційного конгресу. Ще 1895 року він, незадоволений життям в Чикаго, організував «Плімутське Взуттєве товариство». Він зібрав навколо себе людей, готових відправитися на захід та заснувати нове поселення. Саме місце та назву для нього Сміт вже визначив: нове місто буде розташовуватися в західній частині Айдахо, у долині Пейетт, поруч з однойменною річкою, а називатися буде на честь міста Плімут в штаті Массачусетс.
У лютому 1896 року кожний з колоністів придбав по 20 акцій за ціною 30 доларів за штуку, що дозволило їм викупити ділянку землі площею трохи менше 81 000 м² на людину. Місце під поселення було очищено від буйних заростей полину, висаджені фруктові дерева, переважно яблуні. Згідно задуму, поселення, назване Нью-Плімут-Фарм-Віледж (Фермерське село Новий Плімут), отримало форму пі6дкови, відкритою частиною зверненою на північ, до річки Пейетт.
Через місто проходить федеральна автомагістраль US 30. Дві основні вулиці міста, розділені парком шириною близько 24 метрів, також вигинаються у формі підкови та проходять через все місто — їх довжина становить близько 1,6 км.
1908 року поселення отримало статус села, і два останніх слова довгої назви були відкинуті за непотрібністю уточнення; 1948 року Нью-Плімут отримало статус міста (city).
Щорічно в Нью-Плімуті відбувається окружний ярмарок. Прізвисько міста — «Найбільша підкова у світі».

## Географія
Нью-Плімут розташований за координатами 43°58′14″ пн. ш. 116°49′8″ зх. д. / 43.97056° пн. ш. 116.81889° зх. д. (43.970528, -116.818815).  За даними Бюро перепису населення США в 2010 році місто мало площу 1,80 км², уся площа — суходіл.
| Кліматограма Нью-Плімута                                                                                     | Кліматограма Нью-Плімута | Кліматограма Нью-Плімута | Кліматограма Нью-Плімута | Кліматограма Нью-Плімута | Кліматограма Нью-Плімута | Кліматограма Нью-Плімута | Кліматограма Нью-Плімута | Кліматограма Нью-Плімута | Кліматограма Нью-Плімута | Кліматограма Нью-Плімута | Кліматограма Нью-Плімута |
| --- | ------------------------ | ------------------------ | ------------------------ | ------------------------ | ------------------------ | ------------------------ | ------------------------ | ------------------------ | ------------------------ | ------------------------ | ------------------------ |
| С | Л                        | Б                        | К                        | Т                        | Ч                        | Л                        | С                        | В                        | Ж                        | Л                        | Г                        |
| 34 2 −6 | 28 7 −4                  | 29 14 0                  | 21 18 3                  | 30 23 8                  | 22 27 12                 | 7.1 33 15                | 5.1 32 14                | 10 26 9                  | 17 19 3                  | 34 10 −2                 | 47 3 −6                  |
| Середня макс. і мін. температури повітря (°C) Атмосферні опади (мм), за рік : 284,5 мм. Джерело: weather.com |                          |                          |                          |                          |                          |                          |                          |                          |                          |                          |                          |

## Демографія
Згідно з переписом 2010 року, у місті мешкало 1538 осіб у 565 домогосподарствах у складі 405 родин. Густота населення становила 857 осіб/км².  Було 608 помешкань (339/км²).
Расовий склад населення:
| - 89,3 % — білих - 0,5 % — корінних американців - 0,3 % — азіатів - 0,2 % — чорних або афроамериканців - 6,8 % — осіб інших рас |

До двох чи більше рас належало 2,9 %. Частка іспаномовних становила 13,3 % від усіх жителів.
За віковим діапазоном населення розподілялося таким чином: 29,4 % — особи молодші 18 років, 54,6 % — особи у віці 18—64 років, 16,0 % — особи у віці 65 років та старші. Медіана віку мешканця становила 36,1 року. На 100 осіб жіночої статі у місті припадало 98,7 чоловіків;  на 100 жінок у віці від 18 років та старших — 95,3 чоловіків також старших 18 років.
Середній дохід на одне домашнє господарство  становив 42 018 доларів США (медіана — 33 946), а середній дохід на одну сім'ю — 47 254 долари (медіана — 37 500). Медіана доходів становила 27 470 доларів для чоловіків та 27 273 долари для жінок. За межею бідності перебувало 16,0 % осіб, у тому числі 25,2 % дітей у віці до 18 років та 13,5 % осіб у віці 65 років та старших.
Цивільне працевлаштоване населення становило 796 осіб. Основні галузі зайнятості: роздрібна торгівля — 21,0 %, освіта, охорона здоров'я та соціальна допомога — 20,7 %, мистецтво, розваги та відпочинок — 16,2 %, будівництво — 11,8 %.